# Hieratyka

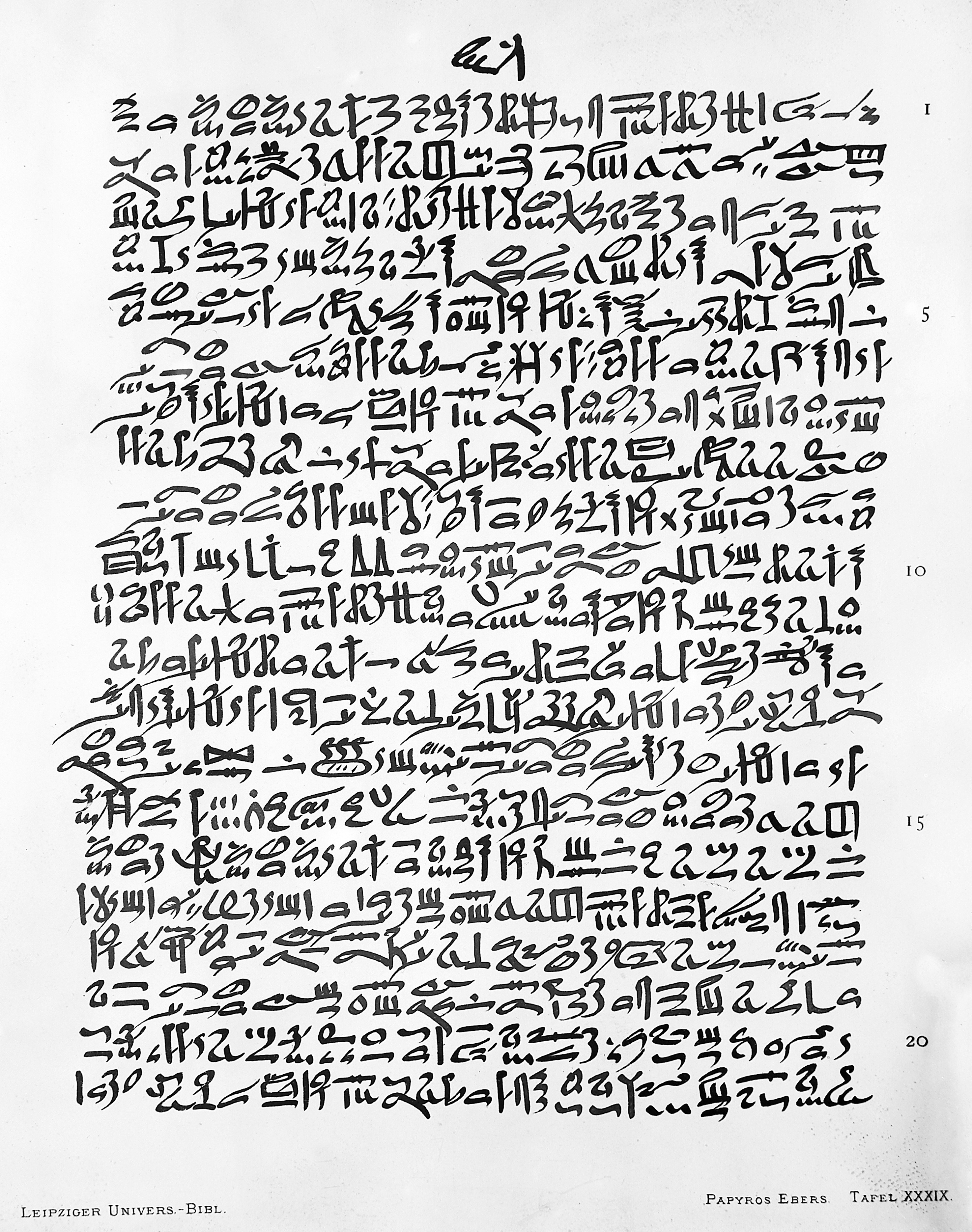
Pismo hieratyczne na przykładzie zapisu z medycznego papirusu Ebersa

Hieratyka (gr. ἱερατικός – kapłański od ἱερεύς – kapłan) – jedna z form starożytnego pisma egipskiego, służąca przeważnie do zapisywania świętych tekstów na papirusie. 
Znaki tego pisma nie miały już obrazkowego charakteru hieroglifów i były często łączone. Pismo to pojawiło się już w czasach I dynastii. Około 660 r. p.n.e. hieratyka zaczęła ustępować demotyce, ale jeszcze przez kilka stuleci była używana przez kapłanów.